# Meilenstein (Altenhagen I)
Der Meilenstein an der Bundesstraße 217 bei der Ortslage Sedemünder zwischen Springe und Altenhagen I ist ein unter Denkmalschutz stehender kurhannoverscher Meilenstein.

## Geschichte
Die Straßenverbindung zwischen der Stadt Hannover und Hameln, der damals stärksten Festung und wichtigster Weserhafen des Kurfürstentums Hannover, wurde ab Mitte der 1760er Jahre zu einer der beiden ersten kunstmäßig befestigten Überlandstraßen des Landes ausgebaut. Diese Hamelner Chaussee wurde zunächst zu einem Teilabschnitt der Reichsstraße 1 und in den späten 1930er Jahren zur Bundesstraße 217. Die andere etwa zeitgleich befestigte Göttinger Chaussee wurde zur heutigen Bundesstraße 3.
Nach ihrer Fertigstellung veröffentlichte Anton Heinrich du Plat im Jahr 1780 ein Buch mit einer Beschreibung und Karten der „Chaussee von Hannover auf Hameln nebst einer Nachricht von den an dieser Route belegenen merkwürdigen Örtern“, in dem er auch die „3te Meilen-Säule“ bei Altenhagen erwähnt.
Die Entfernungsangabe der kurhannoverschen Chausseen nannte Calenberger Meilen gemessen von einem Bezugspunkt auf dem Marktplatz der Calenberger Neustadt in Hannover. Die Kilometrierung der Bundesstraße 217 beginnt hingegen am Tönniesbergkreisel in Hannover.

## Lage und Beschreibung
Der Altenhagener Meilenstein ist ein etwa 2 m hoher, sich nach oben verjüngender vierkantiger Obelisk aus scharriertem Sandstein mit pyramidenförmiger Spitze. Der mit dem Obelisken verklammerte gleichfalls aus Sandstein gearbeitete Sockel ist als zwei sich verjüngende jeweils kannelierte Stufen übereinander profiliert. An der straßenabgewandten Seite des Obelisken ist oben eine Krone herausgearbeitet. An ihr sind Reste einer gelben Bemalung sichtbar. Darunter sind die großen miteinander verschlungenen Initialen GR für Georg III. graviert, das G ist blau eingefärbt. Unter den Initialen findet sich eine kleine, mit weißer Farbe umrahmte III. Etwa in der Mitte der Obeliskenseite steht in einem mit weißer Farbe hervorgehobenen, oben abgerundet abgesetzten Feld als Entfernungsangabe eingraviert: 

„3
MEILE
VON
HANNO
VER“

Der von du Plat als Bezugspunkt in der Nähe des Nesselbergs bei Altenhagen erwähnte Meilenstein wurde wohl wegen Straßenbauarbeiten in den 1970er Jahren in die Nähe der Zufahrt von der Bundesstraße zum Wennigser Ortsteils Bredenbeck versetzt. Die in der Denkmalbeschreibung genannten Kilometerangaben („km 19,725, 6 km Springe“) entsprechen der Lage und Beschilderung an der damaligen Einmündung. Beim dreispurigen Straßenausbau vor der Expo 2000 wurde dieser alte Standort durch die Anschlussstelle Bredenbeck überbaut. Um das Jahr 1990 war der Meilenstein während Leitungsverlegearbeiten zwischen Bredenbeck und Steinkrug abgebaut worden und kam danach zurück an den Streckenabschnitt zwischen Springe und Altenhagen I. Er steht bei der Auffahrt Sedemünder Straße auf Springer Stadtgebiet. Die in den 1980er Jahren veröffentlichte Denkmalnummer weist den Meilenstein jedoch als Wennigser Baudenkmal aus.

## Weitere Meilensteine an der Bundesstraße 217
An der gut 4¾ Meilen langen Hamelner Chaussee standen Meilensteine verschiedener Größe im Abstand einer Viertelmeile voneinander.
Der Meilenstein bei Altenhagen ist ein durch seinen aufwendig profilierten Sockel erkenntlicher Ganzmeilenstein.
Ein Halbmeilenstein stand mindestens bis im Jahr 1960 am Südrand des heutigen Wennigser Ortsteils Evestorf (1½ Meilen von Hannover). Der 1,80 m hohe Stein mit 35 × 35 cm Grundfläche gilt seit April 1989 offiziell als verschollen.
Der Überrest eines Viertelmeilensteins an der Bundesstraße in der Nähe von Ronnenberg (¾ Meilen von Hannover) verschwand beim vierspurigen Ausbau des Straßenabschnitts in den 1970er Jahren. Anscheinend steht er seither in der Ronnenberger Ortslage Kückenmühle am Weg nach Wettbergen.